# Junqueiro
Junqueiro este un oraș în statul Alagoas (AL) din Brazilia.